# Sebastiano Costa
 (novembre 2017).
Pour les articles homonymes, voir Costa.
Sebastiano Costa est un avocat et homme politique corse né le 10 septembre 1682 à Ajaccio et mort en exil à Livourne le 7 octobre 1737.
Il est notamment connu pour ses Mémoires qui racontent le règne de Théodore 1er dont il fut grand chancelier, secrétaire d’État ainsi que marquis.

## Biographie

### Origines familiales et carrière àGênes
Sebastiano Costa est né à Ajaccio, dans le Palazzo Costa, situé en face de la cathédrale. Il est le fils de Giovanni Valerio et de Francesca Maria Costa. Apparenté aux Bonaparte, il porte le prénom de son ancêtre maternel, Sebastiano Bonaparte.
En 1712, il épouse Maria Virgina Baciocchi, apparentée aux Colonna de Bozzi et aux Ornano.
Laissant la jouissance du patrimoine familial à son frère cadet, Francesco Maria, il s’établit à Gênes, où il exerce la profession d'avocat. Il y fréquente les milieux éclairés et notamment Girolamo Venoroso qui sera gouverneur de la Corse et Doge.

### Engagement dans la révolution corse (1732-1736)
Dès 1729, Sebastiano Costa suit de Gênes les événements qui marque le début de la révolution des Corses contre la république de Gênes (1729-1769). Bien informé, il s'indigne des projets des assemblées génoises, des accusations de corruption du prince de Wurtemberg et de l'emprisonnement des chefs insulaires au mépris de la garantie impériale.

#### Installation à Livourne et entrée dans le cercle des dirigeants exilés
Le 29 septembre 1732, il quitte Gênes en renonçant à sa carrière et sa fortune pour s'installer  à Livourne où il fréquente le milieu des exilés et tout particulièrement les deux principaux, le général de la nation Corse Luigi Giafferi et le chanoine Orticoni. Il se lie d'amitié avec le capitaine Antonio Francesco Giappiconi, venu à Livourne avec le corps expéditionnaire espagnol venu préparer la succession de l'infant Don Carlos à la succession de Jean Gaston de Médicis.
Il se alors consacre à l'expédition d'armes vers la Corse et aux entreprises de rapprochement de rapprochement des insurgés avec l'Espagne.
L'hiver de 1734, Giafferi, Costa, Orticoni et Giappiconi rencontrent Théodore de Neuhoff à Livourne au moment où les visées espagnoles se reportent de la succession toscane vers la conquête de Naples dans le cadre de la guerre de succession de Pologne.

#### Retour en Corse et participation aux gouvernements insurrectionnels
Le jour de Noël 1734, il s'embarque clandestinement pour la Corse en compagnie du capitaine Giappiconi où il débarque pour rejoindre la maison du capitaine le  vendredi 31 décembre suivant.
Les deux hommes retrouvent LuigI Giafferi qui les avait précédés et avec lequel il tente de structurer la seconde phase de la révolution et d'organiser un embryon de gouvernement dans les pièves de marine (le versant maritime de la Castagniccia).
Costa participe activement à la vie politique insulaire et est notamment élu Auditeur de la Corse au sein d'un gouvernement provisoire placé sous l'autorité de Luigi Giafferi et Giacinto Paoli et prépare autant qu'il le peut l'arrivée de Théodore de Neuhoff.

#### Grand chancelier et premier secrétaire d’État du roi Théodore1er
Lors de l'arrivée de ce dernier le 20 mars 1736, il participe activement à son élection. il est très probablement le co-auteur de la constitution du royaume dont il devient grand chancelier et premier ministre de fait.
Le samedi 10 novembre 1736, il s'embarque à Solenzara avec Théodore  parti «presser et hâter les secours, sans lesquels il ne fallait pas penser que les peuples voulussent agir ».
Revenu à Livourne pour y attendre le retour de Théodore en écrivant des Mémoires destinées à raffermir la monarchie qu'il avait contribué à créer, il s'y 'éteint le 7 octobre 1737.

## Postérité politique et littéraire
Les Mémoires laissées par Sebastiano Costa sont tout à la fois une œuvre de propagande, un témoignage historique et une œuvre littéraire.Costa ne cache pas son engagement auprès de Théodore de Neuhoff et son attachement au royaume indépendant de Corse dont il fut l'un des principaux artisans. Ces Mémoires se présente comme une véritable épopée, aux accents parfois picaresques par la vivacité du récit, et manifestement destinée à alimenter la geste des héros révolutionnaires. s'il est loin de tout dire, il laisse deviner avec une certaine malice, et règle ses comptes avec ceux qui à l'époque de la rédaction de l’œuvre ont ouvertement trahis le projet qu'ils avaient bâtis en commun (non sans reconnaître leurs mérité comme dans le cas de Giacinto Paoli), et en ménageant par son silence ceux dont la popularité est grande, comme le chanoine Orticoni.
Comme le souligne Fernand Ettori  « On ne saurait trop souligner l’importance des Memorie de Costa » qui constituent « un témoignage de première main sur cinq années de la Révolution corse. Les événements sont vus au jour le jour avec une acuité qui découvre impitoyablement l'envers du décor : les jalousies, les calculs, les compromissions, le choc des ambitions et des vanités : Paoli qui sape l'autorité de Giafferi dans les marines, au risque de faire le jeu des Génois ; Aïtelli qui sème la discorde ; Luca d'Ornano qui promet tout et ne tient rien. Dans ces ténèbres, traversées parfois d'une flamme héroïque, Costa avance d'un pas ferme, guidé par la haute idée qu'il se fait de sa mission.».
Ce faisant, les Mémoires de Costa, mais aussi les proclamations de Théodore auxquelles il a manifestement contribué, constituent en elles-mêmes une œuvre littéraire, dont son éditrice scientifique, Renée Luciani, souligne les nombreux emprunts à la littérature chevaleresque italienne et aux auteurs latin.

## Œuvre
- Mémoires regardant le Roi Théodore écrits de la main même de Sébastien Costa, ex-Auditeur-Général de la Nation Corse en 1735 et ensuite Grand Chancelier et premier secrétaire d’État du dit Roi avec lequel il vécut et qu’il accompagna dans ses voyages, éd. critique, traduction et notes par Renée Luciani, éd. Picard-Atalta, Paris/Aix, 1975.